# Yukarıçiftlikköy, Safranbolu
Yukarıçiftlik là một xã thuộc huyện Safranbolu, tỉnh Karabük, Thổ Nhĩ Kỳ. Dân số thời điểm năm 2010 là 104 người.